# Księga Sądu Ostatecznego (powieść)
Księga Sądu Ostatecznego (tytuł oryg. Doomsday Book) – powieść fantastycznonaukowa amerykańskiej autorki Connie Willis z 1992 r. W Polsce książkę wydała oficyna Prószyński i S-ka w tłumaczeniu Arkadiusza Nakoniecznika w 1996 r.
Utwór zdobył najważniejsze nagrody w swoim gatunku: Nebulę w 1992 r. oraz Hugo, Locusa w 1993 r., a także Nagrodę im. Kurda Lasswitza w 1994. W tym samych realiach rozgrywają się: nowela Praktyka dyplomowa (1982) oraz powieści Nie licząc psa (1997) i Blackout/All Clear (2010).

## Fabuła
W drugiej połowie XXI wieku historycy badają przeszłość osobiście, przemieszczając się za pomocą wehikułu czasu. Kivrin, mediewistka z Oksfordu, przenosi się do początku XIV wieku, by zbadać ówczesne realia. Zbieg pechowych zdarzeń powoduje, że ląduje kilkadziesiąt lat później – w czasie gdy w Anglii szaleje śmiertelna choroba zakaźna, zwana Czarną Śmiercią. Co więcej, błąd w obliczeniach został spowodowany przez półprzytomnego technika, zarażonego ostrym wirusem grypy, której gwałtowna epidemia wybucha zaraz po wysłaniu Kivrin. Wygląda na to, że dziewczyna została wysłana w sam środek śmiertelnego niebezpieczeństwa, nie wiadomo dokładnie dokąd i nie ma jak jej stamtąd ściągnąć. Na dodatek, Kivrin tuż przed wyprawą także została zarażona wirusem i traci przytomność wkrótce po przybyciu do średniowiecza. Na szczęście jej przełożony, wraz z grupką ochotników, przeprowadzając drobiazgowe śledztwo powoli odtwarza fakty i osobiście wyprawia się po podróżniczkę.
Tytuł nawiązuje do Domesday Book, urzędowego rejestru dóbr ziemskich, sporządzonego w 1086 r. na polecenie Wilhelma Zdobywcy.